# 249514 Donaldroyer
249514 Donaldroyer este un asteroid din centura principală de asteroizi.

## Descriere
249514 Donaldroyer este un asteroid din centura principală de asteroizi. A fost descoperit pe 11 februarie 2010 în Statele Unite, în cadrul programului WISE. Asteroidul prezintă o orbită caracterizată de o semiaxă mare de 2,77 ua, o excentricitate de 0,05 și o înclinație de 6,6° în raport cu ecliptica.